# Gokū no shōbō-tai
 (mai 2024).
Gokū no shōbō-tai (悟空の消防隊, Gokū no shōbō-tai, littéralement « Goku le pompier ») est un épisode spécial japonais réalisé par Kazuhisa Takenōchi sorti uniquement au Japon en 1988.
Cet épisode « éducatif » est surtout destiné aux jeunes. Les paroles du générique de fin ont été changées pour s’adapter à l’histoire.

## Synopsis
Son Goku s’entraînait dans un parc alors qu’il est en repos ce jour-là, et oui en effet il est en sapeur-pompier. Il intervient dans ce parc auprès de deux enfants en train de jouer avec des feux d’artifice et des allumettes avec lesquels ils provoquent un feu dans une poubelle, Son Goku éteindra le feu avec un seau d’eau et leur expliquera les dangers du feu. Ensuite, ses amis et lui interviendront sur un incendie dans une maison provoqué par un homme qui s’est endormie en fumant. Le soir même, les enfants expliqueront les dangers du feu à leurs parents inconscients. Le lendemain, après un tremblement de terre, le feu se déclara dans l’appartement de Bulma qu’elle aura malencontreusement provoqué en cuisinant. Ces mêmes enfants appelleront les pompiers au numéro 119 (numéro du Japon). Ainsi, Son Goku, Krilin, Yamcha et Kamé Sennin, les pompiers de la ville interviennent pour sauver Bulma au dernier étage d’un immeuble et ainsi éteindre le feu, son petit chat sera courageusement sauvé par Son Goku.

## Fiche technique
- Titre original : 悟空の消防隊 (Gokū no shōbō-tai)
- Titre français traduit : Goku le pompier
- Réalisation : Kazuhisa Takenōchi
- Scénario : adapté du manga Dragon Ball d’Akira Toriyama
- Pays d’origine :  Japon
- Format : couleurs
- Genre : aventure, fantastique
- Durée : 11 minutes
- Date de sortie : 1988

## Distribution
- Tōru Furuya : Yamcha
- Kōhei Miyauchi : Kamé Sennin
- Masako Nozawa : Son Goku
- Mayumi Tanaka : Krilin
- Hiromi Tsuru : Bulma
- Yuriko Yamamoto : Chao